# Black Cascade
Black Cascade treći je studijski album američkog black metal-sastava Wolves in the Throne Room. Diskografska kuća Southern Lord Records objavila ga je 31. ožujka 2009.

## O albumu
Snimanje se odvijalo od studenoga do prosinca 2008. u studijima London Bridge Studios i Aleph. Za produkciju je zaslužan Randall Dunn, koji je i producent Two Huntersa, prethodnog studijskog albuma sastava.
Dana 5. svibnja 2009. diskografska kuća The Daymare Recordings objavila je uradak u Japanu uz EP Malevolent Grain na zasebnu disku.
Prva pjesma na uratku zove se jednako kao i slika „Lutalica iznad mora magle” Caspara Davida Friedricha.

## Popis pjesama
| 1.    | »Wanderer Above the Sea of Fog« | 10:33 |
| 2.    | »Ahrimanic Trance«              | 14:05 |
| 3.    | »Ex Cathedra«                   | 10:58 |
| 4.    | »Crystal Ammunition«            | 14:20 |
| 49:56 |                                 |       |

## Recenzije
| Zbirne ocjene | Zbirne ocjene |
| Izvor         | Ocjena        |
| ------------- | ------------- |
| Metacritic    | 75/100        |
| Recenzije     |               |
| Izvor         | Ocjena        |
| AllMusic      | [ 3 ]         |
| Pitchfork     | 4,5/10        |
| PopMatters    | 8/10          |

Dobio je uglavnom pozitivne kritike. Na Metacriticu, sajtu koji prikuplja ocjene recenzenata raznih publikacija i na temelju njih uratku daje prosječnu ocjenu od 0 do 100, uradak je na temelju osam recenzija osvojio 75 bodova od njih 100, što označava „uglavnom pozitivne kritike”.
James Steiner dao mu je četiri zvjezdice od njih pet u recenziji za AllMusic izjavivši da je „grublji i agresivniji od prethodnog albuma [Two Hunters]”, ali da su „sve četiri pjesme i dalje iznimno raskošne”. U osvrtu za PopMatters Adrien Begrand dao mu je osam bodova od njih deset zaključivši da je to album koji „nagrađuje strpljive” te da zvuči bolje jer su pjesme „jednostavnije i izravnije” od onih na prijašnjim uradcima.
U manje naklonjenoj recenziji za Pitchfork Grayson Currin dao mu je 4,5 boda od njih deset napisavši da pjesme „djeluju mlitavo i nezanimljivo”, ali da su „barem slušljive”.

## Zasluge
| Wolves in the Throne Room - Aaron Weaver – bubnjevi, sintesajzer, fotografski koncepti, fotografija - Nathan Weaver – vokali, gitara, fotografski koncepti, fotografija - Will Lindsay – gitara, fotografski koncepti, fotografija | Ostalo osoblje - Randall Dunn – produkcija, snimanje, miksanje - Mell Dettmer – snimanje, miksanje - Johny Delacey – fotografija - Stephen O'Malley – dizajn - Christophe Szpajdel – logotip |